# Ларишес
Музей Ларишес, La Richesse (фр. "богатство"), с 2015 ЧУК Крымский исторический музей-заповедник — музей крымскотатарских древностей, созданный в начале июля 2011 года на территории исторического комплекса Девлет-Сарай в помещении Зынджирлы-медресе в поселке Староселье (исторический район Бахчисарая Салачик) на основе коллекции президента ассоциации «Франция-Крым» Гулливера Альтина (начало 14 февраля 2004).

## История создания
До возвращения в Крым экспонаты музея «La Richesse» хранились в сейфах одного из французских банков.
Экспозиция музея (1,5 тысячи предметов) содержит крупнейшую в мире коллекцию изображений Крыма и крымских татар XIII—XX вв. (Гравюры, литографии с видами Крыма, изображения его жителей 1535—1921, фотоматериалы о Крыме и крымских татар периода Второй мировой войны), коллекцию географических карт 1550—1906, библиотеку раритетных книг 1552—1935, предметы быта крымских татар XVII — начала XX в.
После присоединения Крыма к Российской федерации музей работал до 2015 года под руководством Гуливера Альтина пытаясь оформить документы как частный объект культуры «Крымский исторический музей-заповедник». Было начато сотрудничество с Институтом истории имени Шигабутдина Марджани Академии наук Республики Татарстан", выпускался журнал «КРЫМСКОЕ ИСТОРИЧЕСКОЕ ОБОЗРЕНИЕ». Летом 2015 было сообщено об открытии Музея истории Великой Орды и Дешт-и-Кипчака. В настоящее время информация о функционировании музея на его сайте отсутствует.
В 2016 году во время посещения Украины Гуливер Альтин был задержан в середине декабря в Херсонской области неустановленными лицами, которые под угрозой насилия требовали, по словам Альтина, переноса его музея на территорию Украины.

## Экспозиции
Первый зал музея посвящён топонимии Крыма и названа в честь крымскотатарского топографа начала XIX века Ахмеда Киримии. Здесь представлена коллекция из более 100 оригинальных старинных карт.
Второй зал — «Девлет» («Государство») — рассказывает об истории Крымского ханства (гравюры с изображениями ханов, книги, изданные в этот период, письма ханов к своим женам и государственных правителей и т. п.).
Третий зал — экспонаты по истории Крыма конца XVII — конца XIX в.
Четвёртый зал — уникальные фотографии, сделанные немецкими оккупантами в 1941—1943 гг. В Крыму.
Пятый зал представляет картины известного крымскотатарского художника Рустема Эминова из серии «Унутма» («Помни»). Его произведения посвящены теме депортации крымскотатарского народа (фотодокументов о тех событиях не сохранилось).
Шестой и седьмой залы — выставки картин современных крымскотатарских художников (постоянно меняется).